# Titi Cercel
Titi Cercel (ur. 15 maja 1959, zm. w grudniu 2016) – były rumuński pięściarz, uczestnik letnich igrzysk olimpijskich w 1980 roku w Moskwie.

## Igrzyska olimpijskie
Titi Cercel wystąpił na igrzyskach olimpijskich w Moskwie w 1980, w wadze muszej. W tych zawodach wygrał z Róbertem Gönczi, reprezentującym Węgry. W ćwierćfinale przegrał z reprezentantem Kuby, Adolfo Hortą.